# Lý Sơn
Lý Sơn est un district insulaire situé au nord-est de la province de Quang Ngai, au Viêt Nam. Elle est également appelée « Cu Lao Re » (Île de Ré). 
L'île est le vestige d'un volcan avec 5 bouches, qui s’est formé il y a plus de 25 millions d’années.

## Géographie
Le district comprend trois îles : Lý Sơn, Bé et Mù Cùa, situées à environ 30 km des côtes. Leur surface totale est d'environ 10 km². La population est d'environ 20 000 habitants, qui vivent de la pêche et de la culture de l'ail.

## Histoire
Des traces archéologiques de la culture Sa Huynh, datant de plus de 200 ans av. J.-C., se trouvent sur l'île. Pendant la guerre du Vietnam, Lý Sơn était le site d'une station radar de la marine américaine d’où on pouvait observer les activités des navires le long des côtes du Vietnam. Aujourd'hui, les stations radar sont toujours utilisées par la marine vietnamienne. Le 1er janvier 1993, l’île de Ly Son est officiellement établie.

## Voyage
La province de Quang Ngai a lancé le circuit « La mer de l'île Lý Sơn » le 28 avril 2007. Les touristes peuvent suivre l'autoroute 24B de la ville de Quang Ngai jusqu'au port de Sa Ky, puis arriver sur l'île en un train à grande vitesse.
Lors de leur séjour sur l'île, les visiteurs peuvent voir les reliques de l'île en moto et déguster les spécialités :  la salade à l'ail, des anchois à la commande, des algues mélangées, le porridge Nhum.
Les touristes peuvent aller en canoë de l'île Lớn à l'île Bé pour se baigner. On considère qu’en général la mer est claire et les vagues sont calmes.
Il y a 4 monuments nationaux sur l'île : la maison communale An Sinh, la maison communale An Hai, le temple Âm Linh et la pagode Hang. Suối Chình et Ốc Village représentent la culture Sa Huynh que l'on trouve sur l'île. On y trouve également des traces de la culture Cham Pa. 
L'île a été surnommée le « Royaume de l'ail » pour son produit distinctif à l'ail aromatisé distinctif. La teneur en l'ail est plus élevée que celle cultivée ailleurs.